# 透視 (超心理学)
透視（とうし）とは、通常の視覚に頼らず、外界の状況を視覚的に認識する能力。ESP（超感覚的知覚）の一種とされる。

## 概説
通常、日本語で超心理学分野で「透視」という場合は遮蔽物の後ろにある物体や裏返しにしたカードの模様を当てたり、不透明な封筒や箱の内容物を判定するものである。他にも、特定の人物に関する過去の事件や特別なことがらを知る能力を指す場合もある。
参考までに、「千里眼」と言えば、通常の手段を用いずに、遠隔地の光景を知る能力のことである。そして英語では日本語の「透視」と「千里眼」をあわせてクリアボヤンス（clairvoyance）と呼んでいる。
密閉した箱の内容物や人体の内臓を透視することを「イントロスコピー」、レントゲン透視のように人体の内部を知覚することは「X線透視」と呼ぶこともある。

## 実験の歴史
1910年（明治43年）には福来友吉が、御船千鶴子や長尾郁子の透視実験を行った。ただ、福来の実験には方法上の不備があった。
パベル・ステパネクはチェコ出身の透視能力者とされる人物で、もともと銀行員をしていたが、超能力に興味を持ち、（超心理学者の）ミラン・リズルの研究所を訪れ、その結果、透視能力者と確認されたという。片面が黒、反対の面が白のカードの上に不透明な覆いを置いて、どちらの面が上になっているかを当てる実験で良好な結果を出したという。1962年には、バベル・ステパネクの透視能力を、デューク大学超心理学研究室のガイサー・プラットが研究し、その結果を『ネイチャー』および『ニューサイエンティスト』に発表した。

超心理学創成期に透視実験で用いられたゼナー・カード。

1973年には、インゴ・スワンがスタンフォード研究所のハロルド・パトーフとラッセル・ターグに対して、緯度と経度のみで特定された場所の透視実験を行うことを提唱し、それが遠隔透視を調査するプロジェクト・スキャネート（project scanate）のきっかけとなった。「プロジェクト・スキャネート」は（この秘密のプロジェクトに付けられたコードネームのひとつであり）、1973年に研究者のラッセル・ターグ、ハロルド・パトーフらが、インゴ・スワンやヘラ・ハミッド、デュアン・エルギン（社会科学者）、パット・プライス（元警察署長）などを被験者として用いて行った、遠隔透視の実験のことである。スワンは目的地の地形の描写や地図・建物の特徴表現に優れ、エルギンはターゲット場所の実験者の行動、ハミッドはターゲット場所の雰囲気、プライスは実験者の気持ちや五感をとらえるのに優れていたともされている。同関係者らによって行われたいくつかの同様の調査は、様々なコードネームで呼ばれていたが、後にスターゲイト・プロジェクトという用語・概念で（まとめて）とらえられるようになった。

## 心霊考古学
心霊考古学とは過去を知る手段に、霊能者の透視などの能力を使用する考古学研究のことである。マサチューセッツ工科大学のスティーヴン・シュワルツによれば、75年にわたって透視能力者と考古学者の関係は続いているという。